# Арефьев, Александр Петрович
Александр Петрович Арефьев (6 ноября 1959, Алма-Ата, СССР) — советский футболист и казахстанский тренер.

## Биография
В качестве футболиста выступал на позиции полузащитника за команды «Дружба» (Майкоп) и «Жетысу». После завершения карьеры долгое время работал детским тренером в СДЮШОР № 2 города Алма-Ата. С 1995 по 1996 год специалист тренировал китайский клуб Второй лиги «Шанхай Баошань». С 26 июня по 31 июля 2009 года Александр Арефьев возглавлял клуб казахстанской Премьер-Лиги «Казахмыс». За это время команда провела пять матчей и во всех из них потерпела поражения.
С 2009 года работает в системе «Кайрата». В январе 2019 года Арефьев был назначен на пост главного тренера ФК «Кайрат-Жастар». Команда была образована на базе молодежной и дублирующей команды «Кайрата».